# Bembidion mandibulare
Bembidion mandibulare es una especie de escarabajo del género Bembidion, familia Carabidae. Fue descrita científicamente por Solier en 1849. Habita en Chile.